# Ana José Tima
Ana Lucia José Tima (ur. 10 października 1989 w La Romana) – dominikańska lekkoatletka specjalizująca się w trójskoku.
Brązowa medalistka mistrzostw Ameryki Środkowej i Karaibów (2011). W 2015 zdobyła srebro mistrzostw strefy NACAC oraz stanęła na najniższym stopniu podium światowych igrzysk wojska w Mungyeong, powtarzając ten wyczyn podczas kolejnej edycji w Wuhan. W lipcu 2023 roku została zdyskwalifikowana na trzy lata za stosowanie dopingu, a wszystkie wyniki uzyskane przez nią począwszy od stycznia 2022 roku zostały anulowane.
Rekord życiowy: 14,52 (16 lipca 2022, Eugene) rekord Dominikany.

## Osiągnięcia
| Rok  | Impreza                                  | Miejsce        | Pozycja           | Wynik  |
| ---- | ---------------------------------------- | -------------- | ----------------- | ------ |
| 2010 | Igrzyska Ameryki Środkowej i Karaibów    | Mayagüez       | 4. miejsce        | 13,61  |
| 2011 | Mistrzostwa Ameryki Środkowej i Karaibów | Mayagüez       | 3. miejsce        | 13,11  |
| 2011 | Igrzyska panamerykańskie                 | Guadalajara    | 10. miejsce       | 12,80  |
| 2015 | Mistrzostwa NACAC                        | San José       | 2. miejsce        | 14,21w |
| 2015 | Światowe wojskowe igrzyska sportowe      | Mungyeong      | 3. miejsce        | 13,80  |
| 2016 | Mistrzostwa ibero-amerykańskie           | Rio de Janeiro | 4. miejsce        | 13,84  |
| 2016 | Igrzyska olimpijskie                     | Rio de Janeiro | el. – 27. miejsce | 13,61  |
| 2018 | Igrzyska Ameryki Środkowej i Karaibów    | Barranquilla   | 4. miejsce        | 14,13w |
| 2019 | Igrzyska panamerykańskie                 | Lima           | 7. miejsce        | 13,75  |
| 2019 | Światowe wojskowe igrzyska sportowe      | Wuhan          | 3. miejsce        | 13,54  |
| 2021 | Igrzyska olimpijskie                     | Tokio          | el. – 16. miejsce | 14,11  |
| 2022 | Mistrzostwa ibero-amerykańskie           | La Nucia       | 3. miejsce        | 14,25  |
| 2022 | Mistrzostwa świata                       | Eugene         | 10. miejsce       | 14,13  |